# NGC 522
NGC 522 (również PGC 5218 lub UGC 970) – galaktyka spiralna (Sbc), znajdująca się w gwiazdozbiorze Ryb. Odkrył ją Heinrich Louis d’Arrest 25 września 1862 roku.